# Игре глади: Сјај слободе — 2. део
Игре глади: Сјај слободе — 2. део (енгл. The Hunger Games: Mockingjay – Part 2) амерички је научнофантастични ратни авантуристички филм из 2015. године, у режији Франсиса Лоренса, а по сценарију Питера Крејга и Денија Стронга. Четврти је и последњи филм у серијалу Игре глади, а други филм заснован на роману Сузан Колинс, Сјај слободе. Продуценти филма су Нина Џејкобсон и Џон Килик, а дистрибутер компанија Лајонс гејт. У филму глуме Џенифер Лоренс, Џош Хачерсон, Лијам Хемсворт, Вуди Харелсон, Елизабет Бенкс, Џулијана Мур, Сем Клафлин, Џена Малон, Филип Симор Хофман (његов последњи наступ у неком филму) и Доналд Садерланд. Хофман је преминуо у фебруару 2014. године, што овај филм чини последњим у коме се он појавио.
Прича се наставља на филм Игре глади: Сјај слободе — 1. део, док се Кетнис Евердин (Џенифер Лоренс) припрема да однесе победу у рату против председника Сноуа (Доналд Садерланд) и тиранске власти Капитола. Заједно са Питом, Гејлом, Фиником и осталима, она путује у Капитол како би убила Сноуа. Главно снимање оба дела филма почело је 23. септембра 2013. у Атланти, пре него што се пресело у Париз на две недеље снимања и званично је завршено 20. јуна 2014. године у Берлину.
Филм је премијерно приказан у Берлину 4. новембра 2015, док је у америчким биоскопима реализован 20. новембра исте године, у 2Д и ИМАКС форматима, док је на појединим територијама приказиван и у 3Д форматима; једини је филм у серијалу који је реализован у 3Д форматима. Зарада, од 102 милиона долара, током премијерног викенда приказивања била је мања него што је очекивано, али то га је свеједно учинило шестим најуспешнијим премијерним викендом у 2015. години и четири недеље за редом је био филм са највишом зарадом. Филм је ипак остварио комерцијални успех, укупно зарадивши преко 658 милиона долара широм света, што га чини деветим најуспешнијим филмом из 2015. године.
Добио је позитивне критике од стране критичара, који су нарочито похвалили глуму (нарочито Лоренсову, Харелсона и Садерланда), сценарио, музику и акционе сцене, али су критиковали дељење романа у два одвојена филма. Номинован је за награду Сатурн у категорији за најбољу филмску фантазију. Такође је номинован за три награде Емпајер, у категоријама за најбољи научнофантастични филм, најбољу глумицу (Џенифер Лоренс) и најбољи дизајн продукције. За своју улогу, Џенифер Лоренс је номинована за филмску награду по избору критичара у категорији за најбољу глумицу у акционом филму.

## Радња
Након што ју је напао Пита Меларк коме су испрали мозак, Кетнис Евердин се придружује нападу на капитолско складиште оружја у Дистрикту 2. Цивил по имену Пугнакс је упуцава, али спашава је њен костим „Креје” који је отпоран на метке. Председница Коин одбија да дозволи Кетнис да се придружи „Звезданом одреду”, групи побуњеника која треба да се инфилтрира у Капитол, али Џоана се нуди да покрије Кетнис док се она увлачи у хеликоптер на путу до Звезданог одреда. Она се састаје са тимом, који такође укључује Гејла, недавно ожењеног Финика и Питу, који још увек није у потпуности опорављен.
Предвођени Богсом, тим се упутио до Капитола, избегавајући скривене замке, „махуне”, постављене успут, користећи Богсову холограмску мапу („холо”). Богс је смртно рањен махуном и предаје холо Кетнис пре него што умре. Екипа случајно покреће још једну махуну, ослобађајући поплаву смртоносног црног катрана, а Пита на тренутак подлеже својој кондицији и напада Кетнис, притом убијајући Мичела. Већина одреда бежи, а Капитол их проглашава мртвима.
Кетнис одбија да убије Питу, а Гејл изјављује да ће га убити ако затреба. Капитол емитује још једну поруку председника Сноуа, у којој он позива побуњенике на предају, али побуњеници хакују програм, а Коинова држи страствени похвални говор који окупља побуњенике. Кетнис и Звездани одред покушавају да се пробију кроз канализацију, али их камера хвата. Упадају у заседу генетски модификованих „мутаната” који убијају четири члана одреда, укључујући Финика.
Сноу позива грађане Капитола да потраже склониште у његовој вили, тако формирајући људски штит. Кетнис и Гејл планирају да се ушуњају у Сноуову вилу како би га убили. На путу до тамо, масовна експлозија нарушава њихов план. У забуни, мировњаци пропуштају децу из Капитола према вратима палате, када летелица са каптолским ознакама почне да бомбардује гомилу, изазивајући масовне жртве. Док побуњенички болничари, укључујући Кетнисину сестру Прим, крену ка повређенима, баца се други талас бомби, убијајући Прим и онесвешћујући Кетнис.
Кетнис се буди, а Хејмич је обавештава да су побуњеници победили након што је безосећајно бомбардовање окренуло грађане Капитола против Сноуа. Кетнис се суочава са Сноуом, који јој објашњава да је Коинова наредила бомбашки напад како би окренула мировне снаге против Сноуа. Кетнис схвата да јој је Гејл предложио сличну стратегију и запањена је када Гејл не може да порекне свој удео у Приминој смрти.
Коинова сазива састанак преживелих победника Игара глади, на којем се проглашава привременом председницом Панема. Она позива на гласање за одржавање последњих Игара глади, на којима би учествовала деца капитолских лидера, као освету. Кетнис гласа за, под условом да ће она бити та која ће погубити Сноуа. На Сноуовом погубљењу, Кетнис уместо њега убија Коинову, што узрокује нереде грађана који убијају Сноуа. Пита спречава Кетнис да изврши самоубиство, након чега је она ухапшена. У заточеништву, Хејмич доноси Кетнис писмо које јој је послао Плутарх, у коме пише да ће бити помилована, да неће бити „последњих Игара глади” и да ће моћи да се врати у Дистрикт 12.
Кад се вратила кући, Кетнис вришти на мачка Љутића да се Прим никада неће вратити, пре него што га загрли. Она проналази Питу, који се потпуно опоравио од свог стања, како сади јагорчевине у башти. Они добијају писмо од Ени, Финикове супруге, у којем им она говори да се родио њен и Фиников син, да Кетнисина мајка још увек лечи преживеле и да је Гејл унапређен у чин капетана. За новог председника Панема је изабрана команданткиња Пејлор.
Годинама касније, Кетнис и Пита, сада венчани, играју се са своје двоје деце на ливади. Њихово новорођенче плаче будећи се из ноћне море, а Кетнис јој прича своју причу о боравку на Играма, наводећи да „има много горих игара”.

## Улоге
| Глумац             | Улога                    |
| ------------------ | ------------------------ |
| Џенифер Лоренс     | Кетнис Евердин           |
| Џош Хачерсон       | Пита Меларк              |
| Лијам Хемсворт     | Гејл Хоторн              |
| Вуди Харелсон      | Хејмич Абернати          |
| Елизабет Бенкс     | Ефи Тринкет              |
| Џулијана Мур       | Алма Коин                |
| Сем Клафлин        | Финик Одер               |
| Џефри Рајт         | Бити                     |
| Стенли Тучи        | Сизар Фликерман          |
| Филип Симор Хофман | Плутарк Хевенсби         |
| Доналд Садерланд   | председник Кориолан Сноу |
| Џена Малон         | Џоана Мејсон             |
| Махершала Али      | Богс                     |
| Вилоу Шилдс        | Примроуз Евердин         |
| Пола Малкомсон     | госпођа Евердин          |
| Натали Дормер      | Кресида                  |
| Вес Чатам          | Кастор                   |
| Елден Хенсон       | Полукс                   |
| Еван Рос           | Месала                   |
| Мишел Форбс        | поручница Џексон         |
| Патина Милер       | команданткиња Пејлор     |
| Стеф Досон         | Ени Креста               |
| Гвендолин Кристи   | команданткиња Лајм       |